# Комишне (Перекопський район)
Коми́шне (до 1948 року — Рус-Кьоп-Кари, Кьоп-Кари-Російський, крим. Rus Köp Qarı) — село Перекопського району Автономної Республіки Крим. Розташоване на північному сході району.

## Населення
Згідно з переписом УРСР 1989 року чисельність наявного населення села становила 402 особи, з яких 190 чоловіків та 212 жінок.
За переписом населення України 2001 року в селі мешкала 431 особа.

### Мова
Розподіл населення за рідною мовою за даними перепису 2001 року:
| Мова              | Відсоток |
| ----------------- | -------- |
| українська        | 47,56 %  |
| російська         | 43,62 %  |
| кримськотатарська | 7,66 %   |
| білоруська        | 0,46 %   |
| вірменська        | 0,23 %   |
| молдовська        | 0,23 %   |
| інші              | 0,24 %   |